# Discografia de Emma Bunton
A discografia de Emma Bunton, uma cantora e compositora britânica de soul music, compreende três álbuns de estúdio, um extended play, dez singles, onze videoclipes e uma série de participações especiais em álbuns de outros cantores. Em 1 de novembro de 1999 deu início à sua carreira com o lançamento da canção "What I Am", junto com os músicos do Tin Tin Out, sendo que alcançou a posição oitenta e um na Australia, quatorze na Irlanda, quarenta e oito na Nova Zelândia e dois no Reino Unido, sendo barrada por Geri Halliwell com uma diferença de apenas 300 cópias. Em 2 de abril de 2011 é lançado o single "What Took You So Long?", que alcança a primeira posição no Reino Unido, na Nova Zelândia, no Brasil e na Eslováquia, além de nove na Italia e dez na Australia. Duas semanas depois, em 16 de abril, seu primeiro álbum, A Girl Like Me, chega as lojas, despontando na quarta posição no UK Albums Chart, vinte e um na Nova Zelândia e vinte e três na Dinamarca.Em 27 de agosto a canção "Take My Breath Away" é liberada como terceiro single, alcançando a posição cinco no UK Singles Chart, além da oito na Eslováquia e dezesseis na Itália. O último lançamento do álbum, a canção "We're Not Gonna Sleep Tonight", alcança a posição vinte no Reino Unido e doze na Polônia. Em 2002 se sente pressionada pela Virgin Records a realizar um trabalho mais dançante para competir com estrelas da música pop, mesmo depois de expressar a vontade de voltar-se à sonoridade retrô do soul music, recusado pela gravadora. Logo após deixa a Virgin e assina com a Universal Music, que quita a multa de 1,5 milhões pelo rompimento do contrato com sua antiga gravadora.
Em 26 de maio de 2003 lança "Free Me", canção com influências na bossa nova, jazz e sophisti-pop, alcançando a posição cinco no Reino Unido, trinta e três na Irlanda e oito na Eslováquia, além do remix da canção ter alcançado a quarta colocação na Billboard Dance Club Songs, nos Estados Unidos. Em 13 de outubro é lançada a canção de sophisti-pop e soul music, "Maybe", alcançando a sexta posição no UK Singles Chart, primeira na Eslováquia e vinte na Itália, cinquenta e dois na Alemanha, cinquenta e seis na Australia, além da sexta colocação na Billboard Dance Club Songs. O terceiro single, "I'll Be There", é liberado em 26 de janeiro, atingindo sete no Reino Unido e quarenta e dois na Irlanda. Em 9 de fevereiro é lançado o segundo álbum da cantora, Free Me, primeiro trabalho pela Universal Music, focado na sonoridade retrô sessentista com influências de bossa nova, soul e jazz. O álbum alcançou a sétima posição no UK Albums Chart, além de ter entrado em trinta no Top Heatseekers da Billboard, que contabiliza artistas iniciantes nos Estados Unidos. Para finalizar os trabalhos no álbum Emma lança "Crickets Sing for Anamaria", uma regravação de uma faixa brasileira, passada para a língua inglesa, alcançando com ela a posição quinze em seu país.
Após dois anos produzindo o novo trabalho, em 13 de novembro de 2006 é lançada a canção "Downtown", sendo tema da camapanha Children in Need, de onde foi lançado também um extended play. A canção alcançou a terceira posição no Reino Unido, o segundo maior pico em sua carreira no país, além de treze na Eslováquia e trinta e seis na Irlanda. Em 4 de dezembro do mesmo ano é lançado o terceiro álbum da cantora, sob o título de Life in Mono, focado em uma sonoridade mais séria com influências de soul, blues e jazz. O disco não teve o mesmo desempenho dos anteriores, alcançando apenas a posição sessenta e cinco. O segundo 'single do álbum, "All I Need to Know", lançada em 12 de fevereiro de 2007 despontou apenas para a posição sessenta, tornando-se a primeira canção a não atingir as vinte principais. Na época, gravida de três meses, Emma cancelou toda divulgação do álbum e finalizou os trabalhos nele, contrariando os planos da Universal Music em lançar "Take Me to Another Town" como um potencial terceiro single.
Em 2009 o produtor Max Martin revelou que estava trabalhando com Emma para um novo álbum. Em 2010 algumas faixas demo excluidas dos três álbuns da cantora foram liberadas na internet, tendo porém uma nova canção envolvida, "Ladylike"

## Álbuns

### Álbuns de estúdio
| 2001                                                                                   | A Girl Like Me - Lançamento: 16 de abril de 2001 - Formatos: CD - Gravadora: Virgin Records / EMI      | 4  | 67 | 86 | 23 | 38 | 55 | 1  | 21 | —  | 2  | - : 500.000 - : 125.000 | - ARIA: Ouro - BPI: Ouro |
| 2004                                                                                   | Free Me - Lançamento: 9 de fevereiro de 2004 - Formatos: CD - Gravadora: Polydor / Universal Music     | 7  | —  | —  | —  | —  | —  | 1  | —  | 30 | 26 | - : 140.000             | - BPI: Ouro              |
| 2006                                                                                   | Life in Mono - Lançamento: 4 de dezembro de 2006 - Formatos: CD - Gravadora: Polydor / Universal Music | 65 | —  | —  | —  | —  | —  | 33 | —  | —  | —  | - : 45.000              |                          |
| 2019                                                                                   | My Happy Place - Lançamento: 12 de abril de 2019 - Formatos: CD, download digital - Gravadora: BMG     | 11 | —  | 92 | —  | —  | 88 | —  | —  | —  | —  | :                       |                          |
| "—" denota álbuns que não entraram nas paradas musicais ou não foram lançados no país. | |    |    |    |    |    |    |    |    |    |    |                         |                          |

### EPs
| Ano  | EP / Detalhes |
| ---- | --- |
| 2006 | Downtown EP - Lançamento: 13 de novembro de 2006 - Gravadora: 19 Records / Universal Music - Formatos: EP, download digital |

## Singles
| 1999                                                                                       | "What I Am"(feat. Tin Tin Out)  | 2  | 81 | 65 | 37 | — | 94 | 14 | —  | 48 | 52 | 5  | - BPI: Prata              | A Girl Like Me |
| 2001                                                                                       | "What Took You So Long?"        | 1  | 36 | 10 | 1  | — | 56 | 19 | 9  | 1  | 14 | 1  | - ARIA: Ouro - BPI: Prata | A Girl Like Me |
| 2001                                                                                       | "Take My Breath Away"           | 5  | —  | 48 | 8  | — | —  | 26 | 16 | —  | —  | 1  |                           | A Girl Like Me |
| 2001                                                                                       | "We're Not Gonna Sleep Tonight" | 20 | —  | —  | 43 | — | —  | 62 | —  | —  | —  | 14 |                           | A Girl Like Me |
| 2003                                                                                       | "Free Me"                       | 5  | —  | —  | 8  | 4 | —  | 33 | —  | —  | —  | 15 |                           | Free Me        |
| 2003                                                                                       | "Maybe"                         | 6  | 52 | 56 | 1  | 5 | 88 | 17 | 20 | —  | 33 | 5  |                           | Free Me        |
| 2004                                                                                       | "I'll Be There"                 | 7  | —  | —  | —  | — | —  | 42 | —  | —  | —  | 17 |                           | Free Me        |
| 2004                                                                                       | "Crickets Sing for Anamaria"    | 15 | —  | —  | 22 | — | —  | 40 | —  | —  | —  | 26 |                           | Free Me        |
| 2006                                                                                       | "Downtown"                      | 3  | —  | —  | 13 | — | —  | 36 | —  | —  | —  | —  |                           | Life in Mono   |
| 2007                                                                                       | "All I Need to Know"            | 60 | —  | —  | —  | — | —  | 98 | —  | —  | —  | —  |                           | Life in Mono   |
| "—" denota os singles que não entraram nas paradas musicais ou não foram lançados no país. |                                 |    |    |    |    |   |    |    |    |    |    |    |                           |                |

### Outras canções
| Ano  | Single                    | Posições | Álbum          |
| Ano  | Single                    | ESL      | Álbum          |
| ---- | ------------------------- | -------- | -------------- |
| 2002 | "A Girl Like Me"          | 65       | A Girl Like Me |
| 2006 | "Take Me to Another Town" | 97       | Life in Mono   |
| 2019 | "Too Many Teardrops"      | -        | My Happy Place |

## Outras Aparições

### Como artista convidada
| Ano  | Canção                                                 | Artista                                    | Álbum                         |
| ---- | ------------------------------------------------------ | ------------------------------------------ | ----------------------------- |
| 1999 | "Sophisticated Lady"                                   | Melanie B                                  | Word Up - Single              |
| 1999 | "What I Am"                                            | Tin Tin Out                                | Eleven to Fly                 |
| 1999 | "Don't Go Breaking My Heart"                           | Ronan Keating                              | Live in Wicked Women          |
| 2001 | "I Don't Know"                                         | Damage                                     | Since You've Been Gone        |
| 2002 | "Baby Love"                                            | Emma Bunton                                | Party at the Palace           |
| 2002 | "Good Vibrations"                                      | Brian Wilson, Cliff Richard, Atomic Kitten | Party at the Palace           |
| 2003 | "Sometimes"                                            | Chickenshed                                | The Chicken Shed Album        |
| 2003 | "2 Become 1"                                           | Emma Bunton                                | The Pepsi Silver Clef Concert |
| 2003 | "What Took You So Long?"                               | Emma Bunton                                | The Pepsi Silver Clef Concert |
| 2003 | "Free Me"                                              | Emma Bunton                                | The Pepsi Silver Clef Concert |
| 2005 | "Sleeptalker"                                          | DJ SS                                      | S Files                       |
| 2006 | "Crickets Sing for Anamaria" (ATFC's Samba Magic Dub)" | Fatboy Slim                                | Fala aí!                      |
| 2012 | "I Know Him So Well"                                   | Melanie C                                  | Stages                        |

### Trilhas sonoras
| Ano  | Canção                        | Álbum                    |
| ---- | ----------------------------- | ------------------------ |
| 1999 | "(Hey You) Free Up Your Mind" | Pokémon: The First Movie |

### Coletâneas diversas
| Ano  | Canção                                | Álbum                               |
| ---- | ------------------------------------- | ----------------------------------- |
| 1999 | "What I Am"                           | Now That's What I Call Music! 44    |
| 1999 | "What I Am (Gang Starr Remix)"        | The Best Club Anthems 2000... Ever! |
| 2000 | "What I Am (Groove Chronicles Remix)" | Underground Explosion               |
| 2000 | "What I Am"                           | Best Dance Album In The World       |
| 2001 | "What Took You So Long?"              | Kuschelrock                         |
| 2001 | "What Took You So Long?"              | Just The Best 3                     |
| 2001 | "What Took You So Long?"              | The Best Summer Holiday... Ever!    |
| 2001 | "What Took You So Long?"              | Now 4                               |
| 2001 | "What Took You So Long?"              | The Hits Of 2001                    |
| 2001 | "What Took You So Long?"              | Hit Hammer                          |
| 2001 | "What Took You So Long?"              | Mr Music Hits                       |
| 2001 | "Take My Breath Away"                 | Donna Hit Club                      |
| 2001 | "What Took You So Long?"              | Now That's What I Call Music! 48    |
| 2001 | "What Took You So Long?"              | Megahits 2001 Die Zweite            |
| 2001 | "What Took You So Long?"              | It's A Girl Thing                   |
| 2001 | "What Took You So Long?"              | Absolute Music                      |
| 2001 | "Take My Breath Away"                 | Now That's What I Call Music! 50    |
| 2002 | "What I Am (Groove Chronicles Remix)" | The Dance Box                       |
| 2002 | "We're Not Gonna Sleep Tonight"       | Now That's What I Call Music! 6     |
| 2002 | "We're Not Gonna Sleep Tonight"       | Mr Music Hits                       |

| Ano  | Canção                                    | Álbum                            |
| ---- | ----------------------------------------- | -------------------------------- |
| 2002 | "We're Not Gonna Sleep Tonight"           | Almighty Remix Showreel          |
| 2002 | "What Took You So Long?"                  | Hits Atitude                     |
| 2003 | "What Took You So Long?"                  | Now Summer                       |
| 2003 | "Free Me"                                 | Magic Summer Feeling             |
| 2003 | "Free Me"                                 | Now That's What I Call Music! 55 |
| 2003 | "Free Me (Full Intention's Freed Up Mix)" | Kiss Hitlist Summer              |
| 2003 | "Maybe"                                   | Now That's What I Call Music! 56 |
| 2003 | "Maybe"                                   | Almighty                         |
| 2004 | "Free Me (Dr. Octavo Remix)"              | Ultimix 110                      |
| 2004 | "Maybe"                                   | Bravo Hits 46                    |
| 2004 | "I'll Be There"                           | Now That's What I Call Music! 57 |
| 2004 | "Crickets Sing For Anamaria"              | DJ Only 63                       |
| 2005 | "Maybe"                                   | Barbie Girls 2                   |
| 2005 | "Maybe (Almighty Remix)"                  | Exhilarate 14                    |
| 2008 | "What I Am"                               | 101 90s Hits                     |
| 2010 | "What Took You So Long?"                  | 101 Love Songs                   |
| 2011 | "What Took You So Long?"                  | 2001 - iTunes Essencial          |
| 2011 | "What Took You So Long?"                  | '00s Pop                         |

## Videoclipes
| Year | Título                               | Diretor            |
| ---- | ------------------------------------ | ------------------ |
| 1999 | "What I Am" (com Tin Tin Out)        | Howard Greenhalg   |
| 2001 | "What Took You So Long?"             | Greg Masuak        |
| 2001 | "Take My Breath Away"                | Greg Masuak        |
| 2001 | "We're Not Gonna Sleep Tonight"      | Phil Griffin       |
| 2003 | "Free Me"                            | Tim Royes          |
| 2003 | "Maybe"                              | Harvey & Carolyn   |
| 2004 | "I'll Be There"                      | Giuseppe Capotondi |
| 2004 | "Crickets Sing for Anamaria"         | Harvey & Carolyn   |
| 2006 | "Downtown"                           | Harvey & Carolyn   |
| 2007 | "All I Need to Know"                 | Max & Dania        |
| 2012 | "I Know Him So Well" (com Melanie C) | -                  |
| 2019 | "Baby Please Don't Stop"             | -                  |
| 2019 | "You're All I Need To Get By"        | -                  |